# Ceresa albosignata
Ceresa albosignata är en insektsart som beskrevs av Remes-lenicov 1973. Ceresa albosignata ingår i släktet Ceresa och familjen hornstritar. Inga underarter finns listade i Catalogue of Life.